# Wspólnota administracyjna Boxberg
Wspólnota administracyjna Boxberg – wspólnota administracyjna (niem. Vereinbarte Verwaltungsgemeinschaft) w Niemczech, w kraju związkowym Badenia-Wirtembergia, w rejencji Stuttgart, w regionie Heilbronn-Franken, w powiecie Main-Tauber. Siedziba wspólnoty znajduje się w mieście Boxberg, przewodniczącym jej jest Christian Kremer.
Wspólnota administracyjna zrzesza jedno miasto i jedną gminę wiejską:
- Ahorn, 2 263 mieszkańców, 53,96 km²
- Boxberg, miasto, 6 967 mieszkańców, 101,81 km²